# Benjamin Bloom
Benjamin Samuel Bloom (* 21. Februar 1913 in Lansford, Pennsylvania; † 13. September 1999 in Chicago) war ein US-amerikanischer Psychologe, Erziehungswissenschaftler und 1965/66 der Präsident der American Educational Research Association.

## Wirken
Blooms Eltern wanderten aus Russland in die USA ein, um antisemitischer Verfolgung zu entgehen. Er studierte am Pennsylvania State College mit dem Bachelor- und dem Master-Abschluss 1935. Danach ging er an die University of Chicago, um bei dem für progressive Pädagogik bekannten Ralph Tyler zu studieren. Er nahm an dessen Achtjahres-Studie teil, bei der Schüler nicht wie sonst üblich an den Schulen benotet wurden. 1942 wurde er promoviert und Mitglied des University of Chicago Board of Examiners.
Sein besonderes Augenmerk galt der Erforschung und Beschreibung des Lernens und der damit verbundenen Lerntheorie. 1956 leitete Bloom an der University of Chicago eine Gruppe von Psychologen, die eine Taxonomie von Lernzielen erarbeitete. Er unterschied drei Hauptgebiete, die jedes Lernen stimulieren sollte: den kognitiven, den affektiven und den psychomotorischen. Weltweit bekannt wurde er durch die von ihm entwickelte sechsstufige Taxonomie der Lernziele, die Blooms Taxonomie, im kognitiven Lernbereich (Wissen und intellektuelle Fähigkeiten), die später zusammen mit David Krathwohl und anderen auf weitere Lernzieldimensionen erweitert wurde.
Lernzieltaxonomie
| Kognitive Ziele 1. Wissen 2. Verstehen 3. Anwenden 4. Analyse 5. Synthese 6. Evaluation | Affektive Ziele 1. Aufmerksamwerden, Beachten 2. Reagieren 3. Werten 4. Strukturierter Aufbau eines Wertesystems 5. Erfülltsein durch einen Wert oder eine Wertstruktur | Psychomotorische Ziele 1. Imitation 2. Manipulation 3. Präzision 4. Handlungsgliederung 5. Naturalisierung |

Eine deutsche vierstufige Variante der kognitiven Lernzielstufen hat der Pädagoge Heinrich Roth 1970 entwickelt. Die Pflegewissenschaftlerin Susanne Schewior-Popp hat die Taxonomie der Lernziele für die Pflegepädagogik in Deutschland angepasst.
Ein weiteres Gebiet Blooms war die Begabungsforschung. 1973 erhielt er den Thorndike Award.

## Schriften (Auswahl)
- Taxonomy of Educational Objectives, Allyn and Bacon, Boston 1956, Pearson Education 1984
- Taxonomie von Lernzielen im kognitiven Bereich, 5. Auflage. Beltz Verlag, Weinheim 1976, ISBN 3-407-18296-1
- mit D. Krathwohl u. a.: Taxonomie von Lernzielen im affektiven Bereich, Weinheim, Beltz 1997, ISBN 978-3407510853 (engl. 1972)
- All Our Children Learning. New York: McGraw-Hill 1980
- Developing Talent in Young People. New York: Ballantine Books 1985